# 斯莫克賴斯 (新澤西州)
斯莫克賴斯（英語：Smoke Rise）是位於美國新澤西州摩里斯縣的門禁社區。

## 地理
斯莫克賴斯所處的海拔為高於海平面255米（即837英呎），而該地所採用的時區為UTC-5，即北美东部时区（EST）。同時該地設有夏令時間，為UTC-5調快一小時，即UTC-4（EDT）。